# Estructura causal
La estructura causal en una variedad lorentziana que determina las relaciones causales entre sus puntos.

## Introducción
En la física actual (en particular, en relatividad general) el espacio-tiempo está representado por una variedad lorentziana. La estructura causal de esta variedad es una construcción formal que intenta reflejar la influencia que puedan ejercer o sufrir los eventos en el espacio-tiempo que esta variedad representa.
El espacio-tiempo de Minkowski es un ejemplo sencillo de variedad lorentziana. Las relaciones causales entre puntos en este espacio-tiempo son particularmente simples debido a que es plano.
La estructura causal de una variedad lorentziana arbitraria (posiblemente curvada) es más complicada debido a la curvatura. Las relaciones causales en estas variedades han de ser establecidas en términos de curvas diferenciables entre puntos, con condiciones sobre las velocidades de dichas curvas.

### Vectores tangentes
El espacio tangente en cada punto de una variedad lorentziana tiene, por definición, la misma estructura que el espacio de Minkowski: su métrica {\displaystyle g} en cada punto es lorentziana. Por tanto, los vectores {\displaystyle u} se clasifican en función del signo de su norma:
- Temporales o de tipo tiempo, si {\displaystyle g(u,u)<0}.
- Nulos, lumínicos o de tipo luz, si {\displaystyle g(u,u)=0}.
- Espaciales o de tipo espacio, si {\displaystyle g(u,u)>0}.Espacio no orientable en el tiempo. Partiendo de un espacio-tiempo cilíndrico, donde el tiempo se corresponde con la dirección vertical, puede obtenerse un nuevo espacio-tiempo tomando la versión proyectiva, indentificando pares de puntos opuestos. En este espacio-tiempo la separación entre futuro y pasado en A (verde y rojo) determina la separación en −A, e impide asignar una separación similar de manera consistente en B y −B simultáneamente.

Espacio no orientable en el tiempo. Partiendo de un espacio-tiempo cilíndrico, donde el tiempo se corresponde con la dirección vertical, puede obtenerse un nuevo espacio-tiempo tomando la versión proyectiva, indentificando pares de puntos opuestos. En este espacio-tiempo la separación entre futuro y pasado en A (verde y rojo) determina la separación en −A, e impide asignar una separación similar de manera consistente en B y −B simultáneamente.

(Tomamos la convención {\displaystyle (-+++)}.)

### Orientabilidad en el tiempo
Esta estructura idéntica a Minkowski permite visualizar la estructura causal en las cercanías de un evento. En particular, en cada punto puede distinguirse entre pasado y futuro, separando el cono de luz (y su interior) en dos clases de equivalencia: dos vectores temporales, {\displaystyle u} y {\displaystyle v}, están en la misma clase si {\displaystyle g(u,v)<0}. Esta relación se extiende a los vectores de tipo luz mediante continuidad.
Esta noción de flecha temporal, que indica la dirección en la que el tiempo avanza, no se extiende necesariamente a todo el espacio-tiempo. Se dice que una variedad lorentziana es orientable en el tiempo si es posible especificar una clase de equivalencia en cada punto de la misma, de manera continua. De forma equivalente, una variedad es orientable en el tiempo si y solo si posee un campo vectorial (global, esto es, definido en toda la variedad) continuo de tipo tiempo, que no se anule en ningún punto.
Este es el requisito mínimo que podemos pedirle a un espacio-tiempo si queremos hablar de estructura causal entre eventos. Si es espacio-tiempo no es orientable en el tiempo, no podemos en general, dada la trayectoria de un observador, afirmar si está retrocediendo o avanzando en el tiempo.
(Suponemos en las secciones subsecuentes que el espacio-tiempo considerado es orientable en el tiempo).

### Curvas
Dada una curva diferenciable  podemos clasificarla según el carácter de su vector tangente como:
- Cronológica o temporal, si su vector tangente es temporal en todo punto de la misma.
- Nula o de tipo luz, si su vector tangente es de tipo luz en todo punto de la misma.
- Espacial, si su vector tangente es espacial en todo punto de la misma.
- Causal, si su vector tangente es temporal o de tipo luz en todo punto de la misma.

- Si el espacio-tiempo es orientable en el tiempo, para las curvas no espaciales puede distinguirse si son dirigidas hacia el futuro (pasado) si su vector tangente pertenece a la clase de equivalencia distinguida como futuro (pasado) en todo punto.

## Futuro y pasado
Dado un punto cualquiera {\displaystyle x} de la variedad {\displaystyle M}, puede definirse:
- El futuro cronológico de {\displaystyle x}, como el conjunto de puntos de {\displaystyle M} unidos a {\displaystyle x} por una curva temporal dirigida hacia el futuro:

| {\displaystyle I^{+}(x)=\left\{y\in M\|{\begin{array}{l}{\text{Existe }}\lambda (t){\text{ temporal dirigida hacia el}}\\{\text{futuro con }}\lambda (0)=x{\text{ y }}\lambda (1)=y\end{array}}\right\}} |

- El futuro causal de {\displaystyle x}, como el conjunto de puntos de {\displaystyle M} unidos a {\displaystyle x} por una curva causal dirigida hacia el futuro:

| {\displaystyle J^{+}(x)=\left\{y\in M\|{\begin{array}{l}{\text{Existe }}\lambda (t){\text{ causal dirigida hacia el}}\\{\text{futuro con }}\lambda (0)=x{\text{ y }}\lambda (1)=y\end{array}}\right\}} |

- El pasado cronológico y pasado causal, con definiciones análogas a las anteriores, reemplazando "dirigida al futuro" por "dirigida al pasado".

Como ejemplo sencillo, dado un punto {\displaystyle x} en el espacio-tiempo de Minkowski, su futuro cronológico es el interior del cono de luz futuro, {\displaystyle \{y|x\cdot y<0\,,\,x^{0}>y^{0}\}}, y el futuro cronológico es el cierre del conjunto anterior, {\displaystyle \{y|x\cdot y\leq 0\,,\,x^{0}\geq y^{0}\}}.

## Estructura causal de un espacio-tiempo
Las relaciones causales en un espacio-tiempo son idénticas a las del espacio-tiempo de Minkowski en la vecindad de cualquiera de sus eventos. Sin embargo, incluso asumiendo que es orientable en el tiempo, pueden encontrarse espacio-tiempos "patológicos", en los que existan curvas temporales cerradas.
| Una curva temporal cerrada (CTC) no trivial es una curva temporal λ(t) que empieza y acaba en el mismo evento, λ(0)=λ(1), y no es la curva constante λ(t)=p. |

Un espacio-tiempo con CTC tiene poca relevancia física, al menos dentro de las condiciones estándar de la materia conocida, así como implicaciones filosóficas complejas. Así, parece lógico trabajar con espacio-tiempos sin curvas temporales cerradas. Sin embargo, incluso aunque un espacio-tiempo no contenga ninguna de estas curvas, puede estar "próximo" a tener alguna, en el sentido de que existan curvas temporales "casi cerradas", que pasan arbitrariamente cerca de un punto de partida dado. Una pequeña perturbación del campo gravitatorio cerca de un punto así dotaría a estos espacio-tiempos de CTC, luego parece lógico descartarlos también como físicamente razonables.
| Un espacio-tiempo es fuertemente causal si alrededor de cada evento p existen entornos tales que ninguna curva causal los cruza más de una vez. |

Un espacio-tiempo fuertemente causal no posee ese tipo curvas temporales "casi-cerradas". Sin embargo, la noción de causalidad fuerte no elimina la posibilidad de que una pequeña variación el campo gravitatorio pueda dar lugar a una CTC. Se necesita una definición de causalidad estable, que equivalga a la ausencia de CTC para toda métrica (campo gravitatorio) "parecida" a una dada. Para esto es necesario dotar al conjunto de las posibles métricas de una topología. Una definición más sencilla pero equivalente es:
| Un espacio-tiempo (M,g) es establemente causal si existe un campo vectorial continuo t de tipo tiempo, que no se anula en ningún punto, tal que el espacio-tiempo (M,g') con la métrica g'μν=gμν-tμtν no posee CTC. |

Dado un campo vectorial t como el mencionado, el tensor g′ es aún una métrica lorentziana válida. Además, su cono de luz es estrictamente mayor: todo vector temporal o nulo respecto a g es temporal o nulo respecto a g′. Lo contrario no es cierto: hay vectores espaciales respecto a g que son temporales o nulos respecto a g′. Por lo tanto, si al abrir el cono de luz no encontramos CTC, podemos decir que todos los espacio-tiempos parecidos están libres de ellas también. Una definición equivalente de causalidad estable es:
| Un espacio-tiempo es establemente causal si y sólo si existe una función t definida sobre éste cuyo gradiente ∇t es un campo vectorial temporal dirigido hacia el pasado. |

Además, todo espacio-tiempo establemente causal es fuertemente causal.